# Cascate Ebor
Le cascate Ebor sono delle cascate del Nuovo Galles del Sud, situate nella regione del New England lungo il fiume Guy Fawkes. Si trovano, per la precisione, nei pressi di Ebor a circa 37 chilometri a nord-est di Wollomombi, lungo la Waterfall Way.
La cascata scende per 115 metri su una roccia basaltica in due salti.